# Willy Hamacher

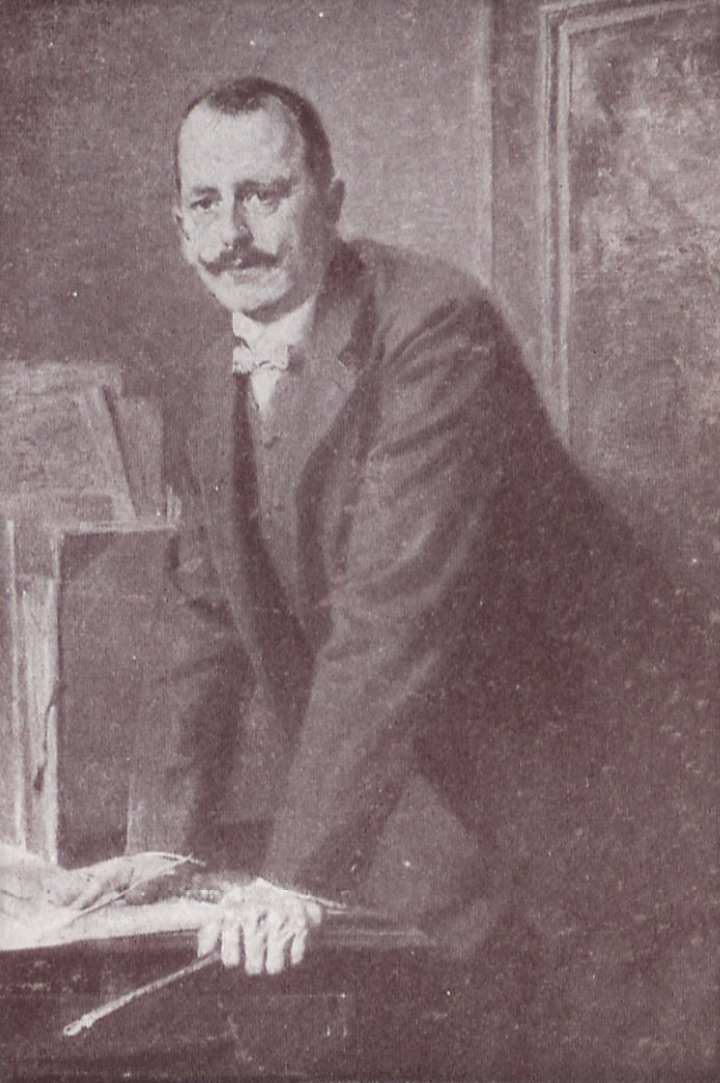
Georg Ludwig Meyn: Bildnis des Malers Willy Hamacher

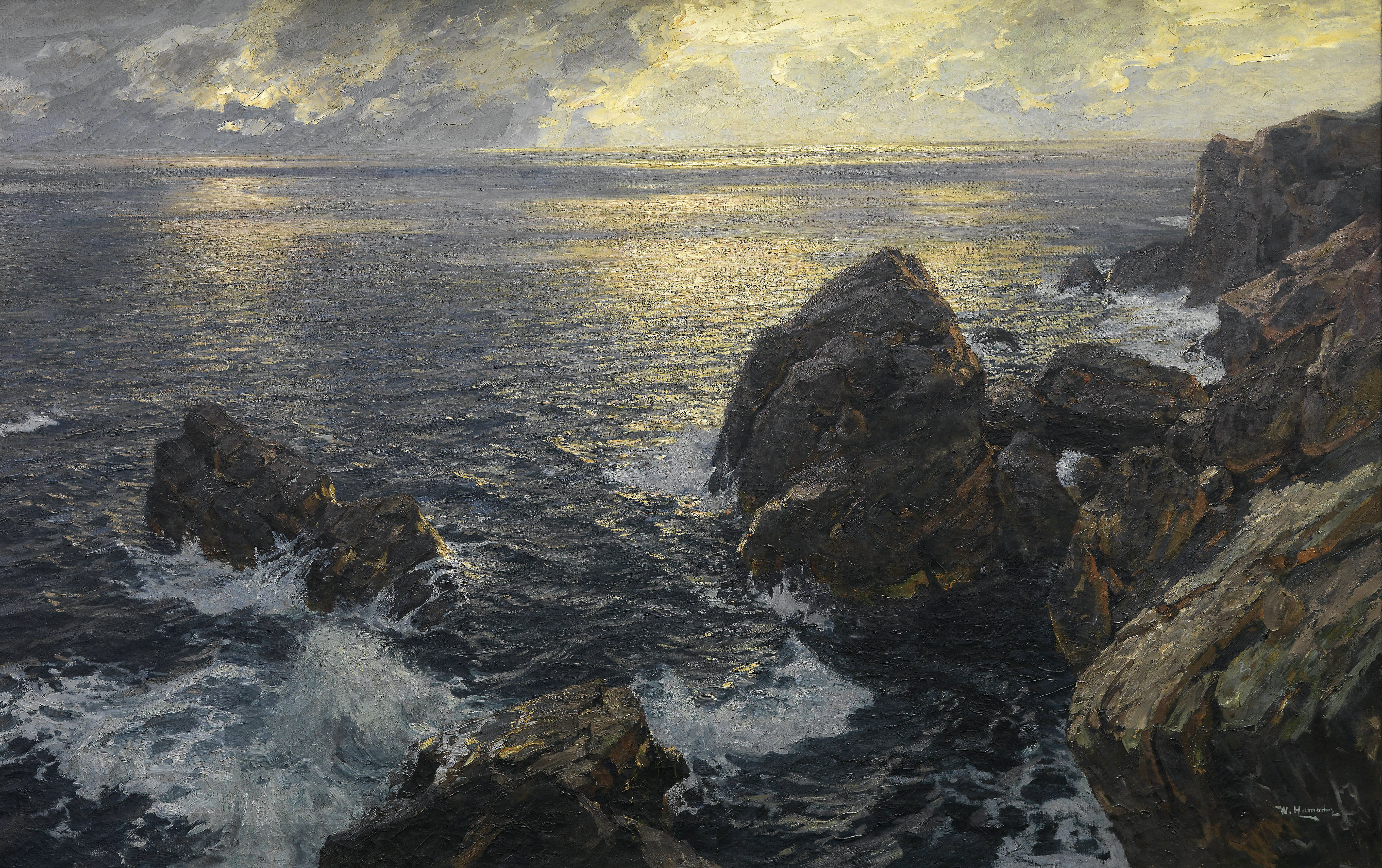
Meeresweite

Willy Hamacher (* 10. Juli 1865 in Breslau; † 9. Juli 1909 in Bad Reinerz) war ein deutscher Landschafts- und Marinemaler.

## Leben
Hamacher war ein Sohn des Malers Theodor Hamacher und ein Bruder des Malers Alfred Hamacher. Er erlernte die Landschaftsmalerei zunächst am Schlesischen Museum der Bildenden Künste in Breslau bei Carl Cowen Schirm, einem Schüler von Hans Gude. 1888/89 setzte der seine Studien an der Kunstakademie Düsseldorf fort, wo Eugen Dücker sein Lehrer war. 1889 war er Mitglied des Düsseldorfer Künstlervereins Malkasten. Schließlich vervollkommnete er sich 1890–94 an der Berliner Akademie der Künste als Meisterschüler bei Hans Gude  selbst. 1893 eröffnete er ein eigenes Atelier in der Königin-Augusta-Straße 51 (heute Reichpietschufer) in Berlin-Tiergarten. 1895 zog er in die Tauentzienstraße 13, wo er auch eine „Malschule für Herren und Damen“ führte. Sein letzter Wohnsitz war seit 1904 Spichernstraße 7 in Berlin-Wilmersdorf.
Studienreisen führten ihn nach Rügen, Schweden, Paris, England und vor allem nach Italien. Nachdem er anfangs auch nordische Küstenlandschaften gemalt hatte, spezialisierte er sich später auf italienische Gestade, besonders an der Riviera. Seine Bilder waren zu seiner Zeit sehr geschätzt und wurden auch von Museen angekauft. Seit 1888 stellte er im Münchner Glaspalast, seit 1889 auf der Großen Berliner Kunstausstellung aus. 1896 erhielt er auf der Internationalen Kunstausstellung in Berlin eine kleine Goldmedaille.